# Pattini d'argento (film 2020)
Pattini d'argento (in russo Серебряные коньки?, Serebrjanye kon'ki) è un film del 2020 diretto da Michail Lokšin, al suo esordio alla regia, tratto dall'omonimo romanzo del 1865 di Mary Mapes Dodge, di cui trasferisce l'ambientazione dai Paesi Bassi alla San Pietroburgo di fin de siècle e modifica profondamente la trama originale. Si ispira anche a Romeo e Giulietta.

## Trama
Russia, Natale 1899. Il giovane Matvej viene cacciato da una ricca cucina perdendo il lavoro di corriere, ma non si dà per vinto e incontra pattinando una banda di ladri, nota alla polizia zarista come la "Banda dei Pattinatori". Matvej, nonostante abbia il cuore generoso, accetta di unirsi alla banda di borseggiatori per pagare le spese per curare il padre, malato di tubercolosi.
Una notte, per scommessa, Matvej entra nella proprietà di Alisa Marija Augusta von Schlesenberg-Vjazemskaja, figlia di un ministro molto conservatore, che la vorrebbe sposata per distoglierla dalle sue velleità di studiosa.  Alisa ricatta Matvej di denunciarlo e si fa accompagnare da lui, spacciandolo per suo marito, alla prova d'ammissione per studiare chimica all'università, che il padre le aveva vietato di frequentare. La ragazza supera brillantemente l'esame a cui assiste, pur arrivando in ritardo, il celebre prof. Mendeleev, ma quando Matvej viene interpellato (in quanto suo "marito") e invitato a firmare per consentirle di entrare effettivamente a far parte del corpo studentesco, il ragazzo rimane interdetto e non firma, facendo capire a tutti di essere analfabeta. I due falsi coniugi vengono perciò scoperti e mandati via.
Anche se Alisa è alquanto indispettita, sulla strada del ritorno comprende che Matvej è un bravo ragazzo. I due si rivedono poi in segreto la notte di Natale. Matvey conduce Alisa al mercato sul ghiaccio e poi in un locale frequentato dagli altri membri della sua banda, dove il capo di questa, Alex, le espone il proprio punto di vista e le regala una copia del Capitale di Marx. Nel frattempo, il conte Arkadij Trubeckoj inizia a corteggiare Alisa, incoraggiato dalla matrigna di lei e apprezzato dal padre. 
Arkadij, in qualità di Capitano delle Guardie, forma una squadra speciale di poliziotti-pattinatori per sgominare i borseggiatori e allestisce una trappola ai loro danni, ottenendo un inaspettato successo. Mukha, uno dei membri della banda, viene ammanettato mentre cerca di sottrarre il portafogli ad un agente in borghese e verrebbe arrestato, se Matvej non si esponesse per salvarlo. Attuando una rocambolesca fuga per tutto il mercato sul ghiaccio, i due riescono a seminare le guardie. Tuttavia Arkadij riesce a raggiungere Matvej e potrebbe riuscire nella cattura se Alex non gli sparasse alle gambe. In conseguenza dell'inseguimento, Graf, il componente della banda incaricato di tenere la refurtiva, viene però catturato.
In seguito, il padre di Alisa sorprende la figlia intenta a leggere il libro di Marx, ordina che tutti i volumi in possesso della ragazza vengano bruciati, licenziando oltretutto una delle cameriere personali di Alisa, incolpandola di averle fornito i libri in segreto. Anche la governante inglese di Alisa decide di licenziarsi, ma prima di presentare le proprie dimissioni va a parlare alla propria protetta, esortandola a seguire le sue aspirazioni. La ragazza decide perciò di scappare, ruba la nuova automobile del padre e va a cercare Matvej, che nel frattempo ha scoperto che la tubercolosi gli ha portato via il padre. Alisa arriva nel quartier generale della banda e propone al ragazzo di scappare a Parigi con lei. Poco dopo, il ritrovo della banda viene circondato dalla polizia: Graf, in seguito alle percosse, ha parlato. Dal momento che il quartier generale è una nave incagliata nel ghiaccio, le guardie le danno fuoco, costringendo i componenti della banda a uscire per non morire soffocati: nel frattempo Matvej e Alisa provano a scappare insieme, ma Alex interviene e prende la ragazza in ostaggio, cercando di usare lei e la sua posizione sociale di prestigio per consentire alla banda di fuggire. Arkadij gli dà la propria parola di lasciarli tutti liberi, ma, una volta tratta in salvo Alisa, dà ordine di ricatturare tutti i fuggitivi. Matvej si lancia dalla prua della nave, mentre Alex rimane sulla passerella e punta la pistola contro le guardie, spingendole e sparargli. Matvej riesce a salvarsi dalla caduta, ma quasi muore di ipotermia: viene ritenuto morto, ma poco dopo si sveglia. Nel frattempo, ad Alisa viene comunicato il proprio fidanzamento con Arkadij, ma la ragazza, ritenendo che il proprio amato sia morto, è ormai completamente apatica.
La sera di Capodanno, al ballo organizzato dal Granduca, Matvej ritrova Alisa e le propone di fuggire insieme in treno a Parigi: lei decide immediatamente di seguirlo, ma perde il proprio biglietto.
I due innamorati scappano sui pattini verso la stazione ferroviaria, inseguiti a cavallo da Arkadij, che ha trovato il biglietto e conosce la loro destinazione. Non appena i due si accorgono di avere un solo biglietto, Matvej vede il promesso sposo di Alisa e la convince a salire sul treno, chiedendo al controllore di non farla scendere per nessun motivo, neanche se lui non fosse tornato. Il ragazzo si scontra quindi con il Capitano delle Guardie, lo atterra e riesce a recuperare il biglietto: si dirige di corsa verso il treno appena partito, riesce a superare la balaustra, ma viene centrato in pieno petto da un colpo di pistola esploso da Arkadij, che non riuscendo a corrergli dietro cerca di fermarlo sparandogli. Alisa, sconvolta, cerca di soccorrerlo, ma vede subito che non c'è sangue: il proiettile è stato fermato dalla lama d'argento dei pattini del ragazzo.
Quattro anni dopo, il padre di Alisa va a parlare con Mendeleev, che gli dice che sua figlia è diventata un'ottima esperta di chimica, con attitudine all'insegnamento. Una volta appreso che in Russia lo statuto proibisce a qualsiasi donna di insegnare all'università, il padre della ragazza decide di fare in modo di cambiarlo. Insieme, i due uomini vanno ad assistere ad una lezione di chimica tenuta da Alisa che, scorgendo suo padre in aula, sorride.
Nella scena finale, Matvej insegna al figlio avuto con Alisa, come il suo stesso padre aveva fatto con lui, a pattinare sul ghiaccio.

## Produzione
Colossal russo dalla lunga gestazione, ha avuto un budget di 500 milioni di rubli.

## Promozione
Il primo trailer è stato diffuso online il 19 giugno 2019, seguito da quello in lingua italiana il 12 maggio 2021.

## Distribuzione
Il film sarebbe dovuto uscire nel febbraio 2020, ma è stato posticipato fino a dicembre per non concorrere con un altro melodramma sul pattinaggio, Lëd 2. Ha avuto la sua anteprima il 2 ottobre 2020 come film d'apertura del Festival cinematografico internazionale di Mosca, di cui il produttore Nikita Michalkov è presidente.
L'anteprima ufficiale con tappeto rosso è avvenuta il 3 dicembre 2020 al Teatro Aleksandrinskij di San Pietroburgo, mentre quella pubblica l'8 dicembre seguente a Mosca. Pattini d'argento è stato distribuito nelle sale cinematografiche russe a partire dal 10 dicembre 2020, anche in IMAX.
È stato distribuito in Italia da Eagle Pictures in video on demand dal 26 maggio 2021.

## Riconoscimenti
- - 2021 - Premi Nika[13]
  - Miglior montaggio a Marija Lichačëva e Dmitrij Slobcov
  - Miglior scenografia a Aleksandr Zagoskin
  - Migliori costumi a Tat'jana Patrachal'ceva
  - Candidatura per il miglior attore non protagonista a Jurij Borisov
  - Candidatura per la miglior fotografia a Igor' Grinjakin
  - Candidatura per la miglior scoperta dell'anno a Michail Lokšin